# Pianta (architettura)

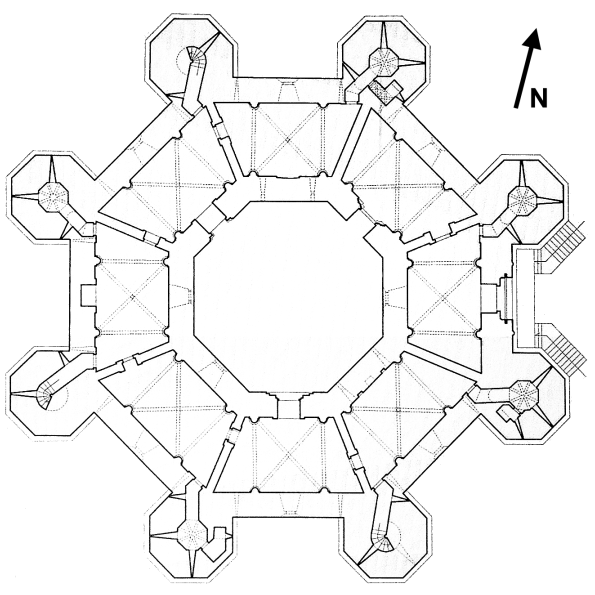
Pianta di Castel del Monte

In architettura, la pianta o icnografia (dal greco iknòs,orma, traccia) è un tipo specifico di disegno architettonico ridotto in scala, in particolare si tratta di una sezione orizzontale del manufatto eseguita ad un livello significativo, come quello dei vani finestre e porte, e poi proiettata con direzione ortogonale su un piano di riferimento orizzontale, coincidente spesso con quello di calpestato (pavimento).
In fase di progettazione, la definizione della pianta di un edificio implica anche il modo in cui un edificio sarà usato perché ha a che fare con i percorsi che gli utenti possono utilizzare, interni ed esterni.
Si può parlare di pianta anche per insiemi di edifici, quali un isolato urbano, una parte di città o di una città intera, anche se in questi casi si dovrebbe usare il termine tecnico di planimetria.
La diffusione delle rappresentazioni in pianta ha fatto sì che oggi si parli di pianta anche quale elemento architettonico a sé stante, inteso come caratteristica di un edificio: si usano per esempio le espressioni pianta circolare, pianta a croce latina, pianta centrale, bicefala (con due cori contrapposti), eccetera.
Le piante di edifici erano conosciute fin dall'antichità: ci è pervenuta la Forma Urbis severiana del III secolo. Un noto esempio altomedievale è poi la pianta dell'abbazia di San Gallo, dell'816-830.